# Deroptilinus
Deroptilinus is een monotypisch geslacht van kevers uit de familie van de klopkevers (Anobiidae).

## Soort
- Deroptilinus granicollis Lea, 1924